# Hymne der Russischen Föderation
Die Hymne der Russischen Föderation (russisch Гимн Российской Федерации/Gimn Rossijskoi Federazii) ist seit dem 30. Dezember 2000 die offizielle Nationalhymne der Russischen Föderation. Der Text des Liedes wurde von Sergei Michalkow gedichtet. Die Melodie stammt von Alexander Alexandrow.

## Geschichte
Die Hymne der Russischen Föderation hat dieselbe Melodie wie die Hymne der bolschewistischen Partei und die Hymne der Sowjetunion und zeigt in der Basslinie Ähnlichkeiten mit dem Kanon in D-Dur des deutschen Barockkomponisten Johann Pachelbel. Der Text des Liedes wurde von seinem ursprünglichen Autor Sergei Michalkow, der auch schon den Text der sowjetischen Hymne gedichtet hatte, neu geschrieben. Er hatte den Text 1943 geschrieben und ihn 1956 unter Nikita Chruschtschow und 1977 unter Leonid Breschnew verändert.
Zwischen dem Zerfall der Sowjetunion und 2000 war das textlose, daher wenig beliebte, bzw. als uninspirierend empfundene Patriotische Lied die offizielle Nationalhymne. Viele Menschen, darunter international agierende russische Sportler, protestierten, weil sie die Hymne auch gern gesungen hätten. Im Jahr 2000 führte Präsident Wladimir Putin die Hymne der ehemaligen Sowjetunion gegen den Wunsch seines Vorgängers Boris Jelzin mit einem neuen Text wieder ein.
Der erste offizielle Spieltermin der Hymne war der Amtsantritt des Präsidenten Putin im Kreml.

## Kritik
Nachdem am 8. Dezember 2000 das bisher als Staatshymne Russlands verwendete Patriotische Lied (1990–2000) durch die Hymne der Russischen Föderation ersetzt wurde, deren Melodie auf der alten Hymne der Sowjetunion und damit auch auf der Hymne der bolschewistischen Partei beruhte, regte sich gerade gegen diese Entscheidung heftiger Widerstand aus der russischen Zivilgesellschaft. Zahlreiche Intellektuelle und Künstler protestierten in einem offenen Brief an Präsident Putin gegen die neue Hymne, wobei insbesondere deren identische Melodie mit der Hymne der bolschewistischen Partei das Hauptargument der Kritik darstellte. Damit, so die Unterzeichner des Briefes, beleidige die Hymne die „Erinnerung an die Opfer der sowjetischen politischen Repressionen“. Ebenso äußerte auch der russische PEN-Club seinen Protest öffentlich und erklärte, „die Hymne der Partei der Bolschewiki, eine stalinistische Hymne, die in der Zeit der Stagnation [i. e. der Brežnev-Ära] zynisch retuschiert wurde, [sei] inakzeptabel für ein Land, das auf den Weg der Demokratie zurückkehrt.“ Das Präsidium der russischen Menschenrechtsorganisation Memorial und die Moskauer Helsinki-Gruppe gaben schließlich in einer gemeinsamen Erklärung zu bedenken, dass die 
„Hymne der UdSSR absolut dem Geist des Stalinschen Imperiums entsprach, das auf den Knochen von Millionen von Menschen errichtet wurde. [...] Natürlich kann man seine Vergangenheit nicht verleugnen, aber die Annahme der Stalinhymne bedeutet doch nur eines: Alle Siege beim Aufbau des Landes und im Kriege, die durch die aufopferungsvolle Arbeit und den Heroismus des Volkes errungen wurden, überlassen wir neuerlich jenen, die dieses Volk versklavt und vernichtet haben.“

## Text

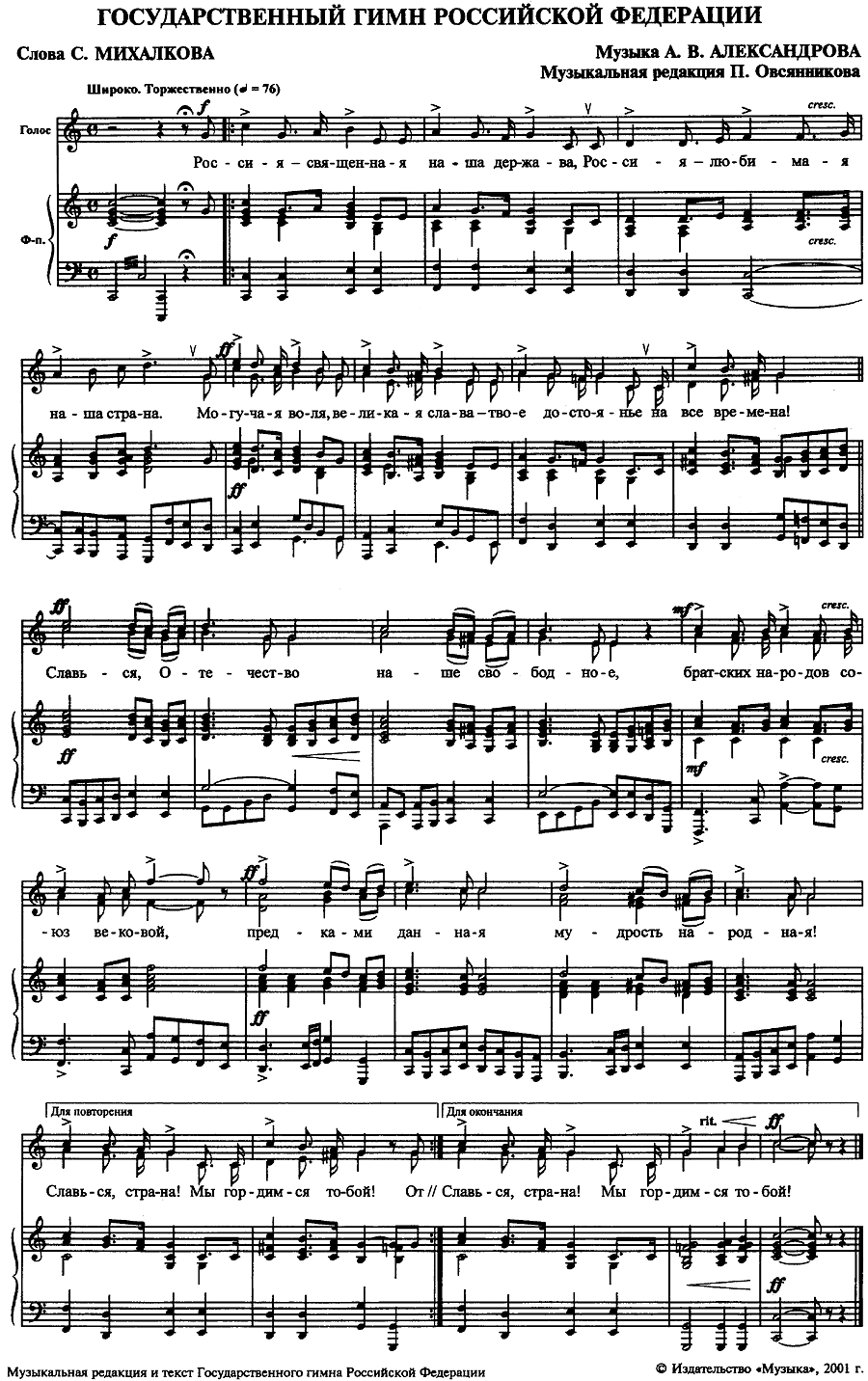
Notenblatt der Hymne (Version 2001)
Hörbeispiel MP3

### Russische Version
| Kyrilliza | Transkription | IPA-Lautschrift |
| --- | --- | --- |
| Россия – священная наша держава, Россия – любимая наша страна. Могучая воля, великая слава – Твоё достоянье на все времена! Припев: 𝄆 Славься, Отечество наше свободное, Братских народов союз вековой, Предками данная мудрость народная! Славься, страна! Мы гордимся тобой! 𝄇 От южных морей до полярного края Раскинулись наши леса и поля. Одна ты на свете! Одна ты такая – Хранимая Богом родная земля! Припев Широкий простор для мечты и для жизни Грядущие нам открывают года. Нам силу даёт наша верность Отчизне. Так было, так есть и так будет всегда! Припев | Rossija – swjaschtschennaja nascha derschawa, Rossija – ljubimaja nascha strana. Mogutschaja wolja, welikaja slawa Twojo dostojanje na wse wremena! Pripew: Slawsja, Otetschestwo nasche swobodnoje, Bratskich narodow sojus wekowoi, Predkami dannaja mudrost narodnaja! Slawsja, strana! My gordimsja toboi! Ot juschnych morei do poljarnowo kraja Raskinulis naschi lessa i polja. Odna ty na swete! Odna ty takaja – Chranimaja Bogom rodnaja semlja! Pripew Schiroki prostor dlja metschty i dlja schisni, Grjaduschtschije nam otkrywajut goda. Nam silu dajot nascha wernost Ottschisne. Tak bylo, tak jest i tak budet wsegda! Pripew | [rɐˈsʲijə svʲɪˈɕːɛnːəjə ˈnaʂə dʲɪrˈʐavə] [rɐˈsʲijə lʲʉˈbʲiməjə ˈnaʂə strɐˈna] [mɐˈɡutɕɪjə ˈvolʲə vʲɪˈlʲikəjə ˈslavə] [tvɐˈjɵ dəstɐˈjænʲjə nɐ ˈfsʲɛ vrʲɪmʲɪˈna] [prʲɪˈpʲef] 𝄆 [ˈslafʲsʲə ɐˈtʲetɕɪstvə ˈnaʂɨ svɐˈbodnəjə] [ˈbratskʲɪx nɐˈrodəf sɐˈjus vʲɪkɐˈvoj] [ˈprʲɛtkəmʲɪ ˈdanːəjə ˈmudrəsʲtʲ nɐˈrodnəjə] [ˈslafʲsʲə strɐˈna ˈmɨ ɡɐrˈdʲimsʲə tɐˈboj] 𝄇 [ɐt ˈjuʐnɨx mɐˈrʲej də pɐˈlʲarnəvə ˈkrajə] [rɐsˈkʲinʊlʲɪsʲ ˈnaʂɨ lʲɪˈsa ˈi pɐˈlʲa] [ɐdˈna ˈtɨ nɐ ˈsvʲetʲɪ ɐdˈna ˈtɨ ˈtakəjə] [xrɐˈnʲiməjə ˈboɡəm rɐdˈnajə zʲɪmˈlʲa] [prʲɪˈpʲef] [ʂɨˈrokʲɪj prɐˈstor dlʲa mʲɪtɕˈtɨ ˈi dlʲa ˈʐɨzʲnʲɪ] [ɡrʲɪˈduɕːɪjə ˈnam ɐtkrɨˈvajʊt ɡɐˈda] [ˈnam ˈsʲilʊ dɐˈjɵt ˈnaʂə ˈvʲɛrnəsʲtʲ ɐˈtɕːizʲnʲɪ] [ˈtaɡ ˈbɨlə ˈtak ˈjesʲtʲ ˈi ˈtaɡ ˈbudʲɪt fsʲɪɡˈda] [prʲɪˈpʲef] |

### Deutsche Übersetzung
1. Strophe
Russland, unsere geheiligte Macht,
Russland, unser geliebtes Land.
Mächtiger Wille, großer Ruhm
Dein Vermächtnis für alle Zeiten.
Refrain:
Glorreich seist du, unser freies Vaterland,
Der brüderlichen Völker jahrhundertealter Bund,
Von Vorfahren gegebene Weisheit des Volkes!
Gerühmt sei das Land! Wir sind stolz auf dich!
2. Strophe
Von südlichen Meeren bis zum Polargebiet
Erstrecken sich unsere Wälder und Felder.
Einmalig bist du in der Welt!
Einzigartig bist du, von Gott beschützte heimatliche Erde!
Refrain
3. Strophe
Einen weiten Raum für Träume und Leben
Eröffnen uns die künftigen Jahre.
Die Treue zu unserem Vaterland gibt uns Kraft.
So war es, so ist es, und so wird es immer sein.
Refrain